# Ухлирске Јановице
Ухлирске Јановице (чеш. Uhlířské Janovice) град је у Чешкој Републици. Град се налази у управној јединици Средњочешки крај, у оквиру којег припада округу Кутна Хора.

## Становништво
Према подацима о броју становника из 2014. године град је имао 3.069 становника.